# Euphonia xanthogaster
Az Euphonia xanthogaster a madarak osztályának verébalakúak (Passeriformes) rendjébe és a pintyfélék (Fringillidae) családjába tartozó faj.

## Rendszerezése
A fajt Carl Jakob Sundevall amerikai zoológus és ornitológus írta le 1834-ben.

## Alfaji
- Euphonia xanthogaster badissima Olson, 1981
- Euphonia xanthogaster brevirostris Bonaparte, 1851
- Euphonia xanthogaster brunneifrons Chapman, 1901
- Euphonia xanthogaster chocoensis Hellmayr, 1911
- Euphonia xanthogaster cyanonota Parkes, 1969
- Euphonia xanthogaster dilutior (J. T. Zimmer, 1943)
- Euphonia xanthogaster exsul von Berlepsch, 1912
- Euphonia xanthogaster oressinoma Olson, 1981
- Euphonia xanthogaster quitensis (Nelson, 1912)
- Euphonia xanthogaster ruficeps d'Orbigny & Lafresnaye, 1837
- Euphonia xanthogaster xanthogaster Sundevall, 1834[2]

## Előfordulása
Bolívia, Brazília, Ecuador, Guyana, Kolumbia, Panama, Peru és Venezuela területén honos. Természetes élőhelyei a szubtrópusi vagy trópusi síkvidéki és hegyi esőerdők. Állandó, nem vonuló faj.

## Megjelenése
Testhossza 11 centiméter, testtömege 9-16 gramm.
|  |  |

## Természetvédelmi helyzete
Az elterjedési területe rendkívül nagy, egyedszáma még nagy, de csökken. A Természetvédelmi Világszövetség Vörös listáján nem fenyegetett fajként szerepel.